# علم اقتصاد تجريبي

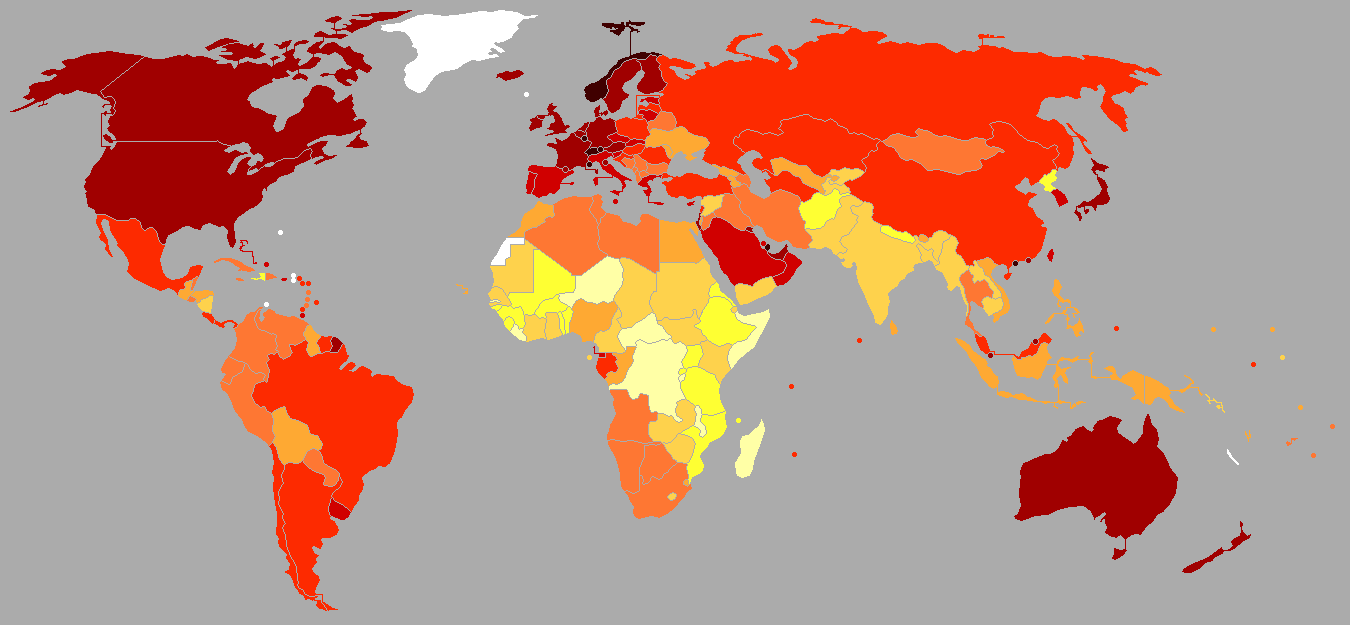

الاقتصاد التجريبي هو تطبيق أساليب تجريبية لدراسة المسائل الاقتصادية. والتجارب التي تستخدم لاختبار مدى صحة النظريات الاقتصادية، واختبار آليات السوق الجديدة باستخدام النقود بدافع المواضيع الاقتصادية التجارب وخلق حوافز العالم الحقيقي، لمساعدتنا على فهم السبب في أسواق الصرف وغيرها من نظم العمل بالطريقة التي يتصرفون بها.
قد تكون التجارب التي أجريت في المختبر أو في الميدان انظر أيضا المحاكاة والألعاب في التعليم والاقتصاد.

## مواضيع تجريبية
يمكن تصنيف التجارب الاقتصادية بحرية تامة باستخدام الموضوعات التالية:
- الأسواق
- نظرية الألعاب[4][5]
- نظرية الألعاب التطورية
- اتخاذ القرار
- المساومة
- العقود
- المزادات
- التنسيق
- التفضيلات الاجتماعية
- التعلّم
- نظرية المطابقة
- التجارب الميدانية

وفي إطار التعليم الاقتصادي، يشتمل أحد التطبيقات على تجارب تستخدم في تعليم الاقتصاد. والنهج البديل ذو الأبعاد التجريبية هو النمذجة الحسابية قائمة المستندة إلى عوامل.

### ألعاب التنسيق
ألعاب التنسيق هي ألعاب ذات إستراتيجية نقية متعددة من توازن ناش. هناك مجموعتان عامتان من الأسئلة التي يطرحها خبراء الاقتصاد التجريبيون عادة عند فحص مثل هذه الألعاب: (1) هل يمكن لمواضيع المختبرات أن تتناسق، أو تتعلم أن تتناسق، على واحد من توازنات متعددة، وإذا كان الأمر كذلك، هل هناك مبادئ عامة يمكن أن تساعد على التنبؤ بأي حالة توازن من المرجح أن يتم اختيارها؟ (2) هل يمكن لمواضيع المختبرات أن تتناسق، أو تتعلم أن تتناسق، على التوازن الأفضل لباريتو، وإذا لم يكن كذلك، هل هناك شروط أو آليات تساعد المواضيع على التنسيق على التوازن الأفضل لباريتو؟ مبادئ الانتقاء الاستنباطي هي تلك التي تسمح بالتوقعات بناءً على خصائص اللعبة وحدها. إن مبادئ الانتقاء الاستقرائي هي تلك التي تسمح بالتوقعات القائمة على خصائص الديناميكية. وفي ظل بعض الظروف على الأقل يمكن لمجموعات من المواضيع التجريبية أن تنسق حتى التوازنات المعقدة غير المتماثلة الواضحة لأفضل توازنات باريتو. ذلك على الرغم من أن جميع المواضيع تقرر في آن واحد وبشكل مستقل بدون اتصال. والطريقة التي يحدث بها ذلك لم تفهم تماما بعد.

### تجارب التعلّم
وفي ألعاب اللاعبين أو أكثر، غالبًا ما تشكل المواضيع معتقدات حول الإجراءات التي تتخذها المواضيع الأخرى وتُحدّث هذه المعتقدات بمرور الوقت. يعرف هذا بتعلّم المعتقدات. تميل المواضيع أيضًا إلى اتخاذ نفس القرارات التي منحتهم مكافآت عالية في الماضي. يُعرف هذا بتعلّم التعزيز.
حتى تسعينيات القرن العشرين، كانت النماذج التكيفية البسيطة، مثل نقطة كورنو أو اللعب الوهمي، تُستخدم عمومًا. في منتصف التسعينيات، بيّن ألفين إي. روث وآيدو إريف أن تعلّم التعزيز يمكن أن يحقق تنبؤات مفيدة في الألعاب التجريبية. في عام 1999، قدم كولن كاميرير وتيك هوا هو نموذج الجذب المرجح بالتجربة (إي دبليو أيه)، وهو نموذج عام يجمع بين تعلّم التعزيز وتعلّم المعتقدات، ويبيّن أن اللّعب الوهمي يعادل رياضيًا التعزيز المعمّم، مقدمًا الأوزان الموضوعة في التاريخ الماضي.
تشمل انتقادات ال (إي دبليو أيه) التجاوز بسبب العديد من المتغيرات، وعدم التعميم على الألعاب، واحتمال أن يكون تفسير متغيرات ال (إي دبليو أيه) أمرًا صعبًا. يتم التعامل مع عملية الإفراط عن طريق تقدير المتغيرات في بعض الفترات التجريبية أو الموضوعات التجريبية وسلوك التنبؤ في العينة المتبقية (إذا كانت النماذج مفرطة، فإن تنبؤات التحقق من الصحة خارج العينة ستكون أقل دقة منها داخل العينة، والتي عادة ما تكون غير صحيحة). يعالج التعميم في الألعاب عن طريق استبدال المتغيرات الثابتة بوظائف «الضبط الذاتي» للخبرة، مما يتيح تغيير المتغيرات الزائفة على مدار اللعبة وتتغير بشكل منتظم أيضًا بين الألعاب.
قام خبراء الاقتصاد التجريبي الحديث بالكثير من الأعمال البارزة مؤخرًا. أثار روبيرتو ويبر قضايا التعلّم بدون التغذية الراجعة. حقق ديفيد كوبر وجون كاغيل في أنواع التعلّم من خلال استراتيجيات مماثلة. نظر كل من آيدو إريف وغريك بارون في التعلّم في الاستراتيجيات المعرفية. وصف دالي ستال التعلّم من خلال قواعد صنع القرار. درس تشارلز أ. هولت تعلّم لوجيت في أنواع مختلفة من الألعاب، بما في ذلك الألعاب ذات التوازنات المتعددة. وقد نظر ويلفريد أمالدوس في تطبيقات ال (إي دبليو أيه) المثيرة للاهتمام في التسويق. حقق كل من أمنون رابوبورت وجيم باركو وريان مورفي في نماذج التعلم التكيفي القائمة على التعزيز في واحدة من أكثر المفارقات شهرة في نظرية الألعاب المعروفة بلعبة الحريش.

### ألعاب السوق
يُعتقد أن إدوارد تشامبرلين أجرى «ليس فقط تجربة السوق الأولى، ولكن أيضًا التجربة الاقتصادية الأولى من أي نوع» أجرى فيرنون سميث، بالاعتماد على أعمال تشامبرلين، ولكنه عدلها أيضًا من نواحٍ أساسية، تجارب اقتصادية رائدة حول تقارب الأسعار والكميات مع قيم التوازن النظري التنافسية في الأسواق التجريبية. درس سميث سلوك «المشترين» و «البائعين»، الذين يتم إخبارهم بمدى تقديرهم للسلعة الوهمية ثم يطلب منهم «التنافس» أو «طرح» هذه السلع بشكل تنافسي وفقًا لقواعد مؤسسات السوق العالمية المختلفة (على سبيل المثال، مزاد مزدوج مثل المزادات الإنجليزية والهولندية). وجد سميث أنه في بعض أشكال التداول المركزي، تتقارب الأسعار والكميات المتداولة في هذه الأسواق مع القيم التي يمكن التنبؤ بها من خلال النظرية الاقتصادية للمنافسة الكاملة، على الرغم من أن الشروط لا تفي بالكثير من افتراضات المنافسة الكاملة (أعداد كبيرة، ومعلومات مثالية).
على مر السنين، كان سميث رائدًا -إلى جانب متعاونين آخرين- في استخدام التجارب المختبرية الخاضعة للرقابة في الاقتصاد، وأقامها كأداة شرعية في الاقتصاد والمجالات الأخرى ذات الصلة. تعاون تشارلز بلوت من معهد كاليفورنيا للتكنولوجيا مع سميث في سبعينيات القرن العشرين وقام بتجارب رائدة في العلوم السياسية، فضلًا عن استخدام التجارب لتوجيه التصميم الاقتصادي أو هندستها لإثراء السياسات. في عام 2002، حصل سميث (بالاشتراك مع دانييل كانيمان) على جائزة بنك السويد في العلوم الاقتصادية «لتأسيسه التجارب المختبرية كأداة في التحليل الاقتصادي التجريبي، وخاصة في دراسة آليات السوق البديلة».

### التمويل
يقوم التمويل التجريبي بدراسة الأسواق المالية بهدف إنشاء خصائص وبيئات مختلفة للسوق من أجل المراقبة بشكل تجريبي وتحليل سلوك الوكلاء والخصائص الناتجة عن التدفقات التجارية، ونشر المعلومات وتجميعها، وآلية تحديد الأسعار وعمليات العوائد. في الوقت الحاضر، يستخدم الباحثون برمجيات المحاكاة لإجراء أبحاثهم.
على سبيل المثال، تلاعبت التجارب مع عدم تناسق المعلومات حول القيمة المحتفظ بها لسند أو سهم في التسعير لأولئك الذين لا يملكون معلومات كافية، من أجل دراسة فقاعات سوق الأوراق المالية.

### التفضيلات الاجتماعية
يشير مصطلح «التفضيلات الاجتماعية» إلى القلق (أو عدم وجوده) الذي يشعر به الناس تجاه رفاهية بعضهم البعض، وهو يشمل الإيثار، الحقد، الأذواق من أجل المساواة، وأذواق المعاملة بالمثل. تدرس التجارب الخاصة بالتفضيلات الاجتماعية عمومًا الألعاب الاقتصادية بما في ذلك لعبة الديكتاتور ولعبة الإنذار ولعبة الثقة ولعبة السلع العامة والتعديلات على هذه الإعدادات المعيارية. وكمثال على النتائج، أظهرت تجارب لعبة الإنذار أن الناس مستعدون عمومًا للتضحية بالمكافآت النقدية عند تقديم مخصصات منخفضة، وبالتالي يتصرفون بشكل متضارب من خلال نماذج بسيطة من المصلحة الذاتية. لقد قاست التجارب الاقتصادية مدى اختلاف هذا الانحراف بين الثقافات.